# Bahnhof Niedermurach
Bahnhof Niedermurach ist ein Ort in der Stadt Oberviechtach im Oberpfälzer Landkreis Schwandorf in Bayern.
Der Ort mit einem Wohngebäude liegt in der Gemarkung Obermurach an der Kreisstraße SAD 43 etwa 1 km südlich von Niedermurach nahe der Mündung des Steinbachs in die Murach und wird dem Gemeindeteil Obermurach zugerechnet. Am Bahnhof Niedermurach vorbei verläuft ein Rad- und Wanderweg, der auf der ehemaligen Eisenbahnlinie von Schönsee nach Nabburg führt.